# Петер Пеллегріні
Петер Пеллегріні (словац. Peter Pellegrini; нар. 6 жовтня 1975, Банська Бистриця, Чехословаччина) — словацький проросійський політик. З 15 березня 2018 року по 20 березня 2020 року — прем'єр-міністр Словаччини. В 2024 році обраний шостим Президентом Словаччини, вступив на посаду 15 червня.

## Життєпис
Економіст за освітою, навчався в Університеті Матея Бела (Банська Бистриця) і в Технічному університеті (Кошиці). Володіє англійською, німецькою та російською мовами.
Працював у компанії Hiljo-Slovakia, був помічником депутата парламенту. 2006 року обраний депутатом Національної ради від партії «Курс — соціальна демократія». Протягом двох термінів працював в комітетах з питань економічної політики, мандату і імунітету, а також з фінансів і бюджету.
З 2012 до 2014 — державний секретар у Міністерстві фінансів Словаччини. З липня до листопада 2014 року очолював Міністерство освіти, науки, досліджень і спорту.
У 2014—2016 роках був головою парламенту Словаччини.
З 2016 до 2018 — заступник прем'єр-міністра Роберта Фіцо з інвестицій та інформатизації.
2024 року переміг на чергових президентських виборах, у другому турі з 53% голосів обійшов Івана Корчока з 47% голосів.

## Політична кар'єра
Політичну кар'єру  Петер Пеллегріні розпочав у 2002 році у віці 26 років, коли вперше балотувався на парламентських виборах від партії КУРС, зайнявши 41 місце і набравши 1 223 голоси, чого не вистачило для того, щоб стати членом парламенту Словаччини. Того ж року почав працювати економістом, а згодом помічником Любомира Важне, парламентара і заступника голови Комітету з питань економіки, приватизації та підприємництва, де працював до 2006 року.

### Депутат парламенту Словаччини
На парламентських виборах 2006 року балотувався від партії «КУРС-СД» під 27-м номером у списку і був обраний до Парламенту Словаччини, отримавши 2 665 голосів. Протягом парламентської каденції 2006-2010 років був членом парламентського комітету з питань охорони здоров'я. До 2010 року Петер Пеллегріні також обіймав посаду голови Комісії з питань транспорту, пошти, зв'язку та інформатизації суспільства в Комітеті з питань економічної політики Національних зборів Словацької Республіки, членом якого він був. Пеллегріні також був членом Комітету парламенту Словаччини з перегляду рішень Управління національної безпеки та членом Комітету з питань мандату та імунітету парламенту Словаччини.
У 2008 році уряд Роберта Фіцо прийняв поправку про будівництво автомагістралей з метою прискорення сполучення між Братиславою і Кошице до 2010 року. Пеллегріні прийняв поправку до «Закону про одноразові надзвичайні заходи при підготовці до будівництва певних автомагістралей та автомобільних доріг», яка розширила перелік доріг, які держава може будувати без погодження з власником землі. За його словами, держава може будувати автомагістралі та швидкісні дороги на чужій землі без належної експропріації та виплат власникам. Пізніше Конституційний суд Словаччини постановив, що закон не відповідає Конституції і порушує право власності як одне з основоположних громадянських прав. Таким чином, держава своїм законом завдала шкоди 1 380 власникам.
На парламентських виборах 2010 року Петер Пеллегріні повторно балотувався від партії «РУХ-СД» під 34-м номером у списку, набравши 2 745 голосів, став членом Парламенту Словаччини. Як депутат, Пеллегріні був членом фінансово-бюджетного комітету та членом Комітету з перегляду рішень Органу національної безпеки.

### Міністр освіти
Після відставки міністра освіти Душана Чапловича, 3 липня 2014 року президент Андрей Кіска призначив його міністром освіти, науки, досліджень і спорту Словаччини. Після вступу на посаду Петр Пеллегріні взявся за «очищення» міністерства, оскільки, на його думку, його структура не відповідала міністерській організації. Одним із заходів стало об'єднання інститутів та організацій, підпорядкованих міністерству, та ліквідація неефективних видів діяльності, що повинно було заощадити частину коштів для підвищення зарплат вчителям.
У жовтні 2014 року Петр Пеллегріні звільнив директора Інституту «Ювента», який працював з молоддю і чия організація, що співпрацює з міністерством. Пеллегріні тимчасово призначив на цю посаду Яна Грубого, центрального секретаря «Молодих соціал-демократів», молодіжної організації «КУРС-СД». Міністерство освіти пояснило зміну керівництва на зустрічі з лідерами «Ювента» та міністром освіти Пеллегріні, який заявив, що новий директор має зробити організацію більш ефективною. Пеллегріні попросив співробітників, які були присутні на зустрічі, бути обережними з тим, що вони говорять або пишуть публічно на Facebook, оскільки він, як міністр, також співпрацює зі Словацькою інформаційною службою.

### Прем'єр-міністр Словаччини
На парламентських виборах 2016 року Пеллегріні балотувався під 3-м номером у списку кандидатів партії КУРС-СД, набравши 193 420 голосів, знову став депутатом Національних зборів Словаччини. У третьому уряді Фіцо займав посаду віце-прем'єр-міністра з питань інвестицій та інформатизації.
Під час політичної кризи після вбивства журналіста-розслідувача Яна Куцяка та його нареченої 7 березня 2018 року Пеллегріні тимчасово очолив Міністерство культури Словацької Республіки, замінивши Марека Мадярича, який подав у відставку. Через тиждень, 15 березня 2018 року, президент Словаччини Андрей Кіска доручив Пеллегріні сформувати новий уряд після того, як уряд Роберта Фіцо подав у відставку. Він подав Президенту 79 підписів народних депутатів. Президент призначив уряд 22 березня 2018 року, Парламент схвалив його програмну заяву (яка фактично була копією програмної заяви попереднього уряду) і висловили уряду вотум довіри 81 голосом через чотири дні, 26 березня 2018 року.
У жовтні 2018 року, будучи прем'єр-міністром, він відкрив новий завод Jaguar Land Rover в Нітрі. На відкритті він підкреслив, що це ключова інвестиція для Словаччини і для розвитку регіону Нітра, яка зміцнює позиції Словаччини як світової держави за кількістю вироблених автомобілів на душу населення.  Від імені словацького уряду він заявив, що рішення про надання інвестиційної допомоги компанії Jaguar Land Rover було правильним, і надані кошти повернуться до Словаччини багаторазово. Петер Пеллегріні зазначив, що завод є ключовим і одним з найважливіших підприємств Словаччини, для якого він гарантує особливий підхід до управління компанією під час свого мандату.

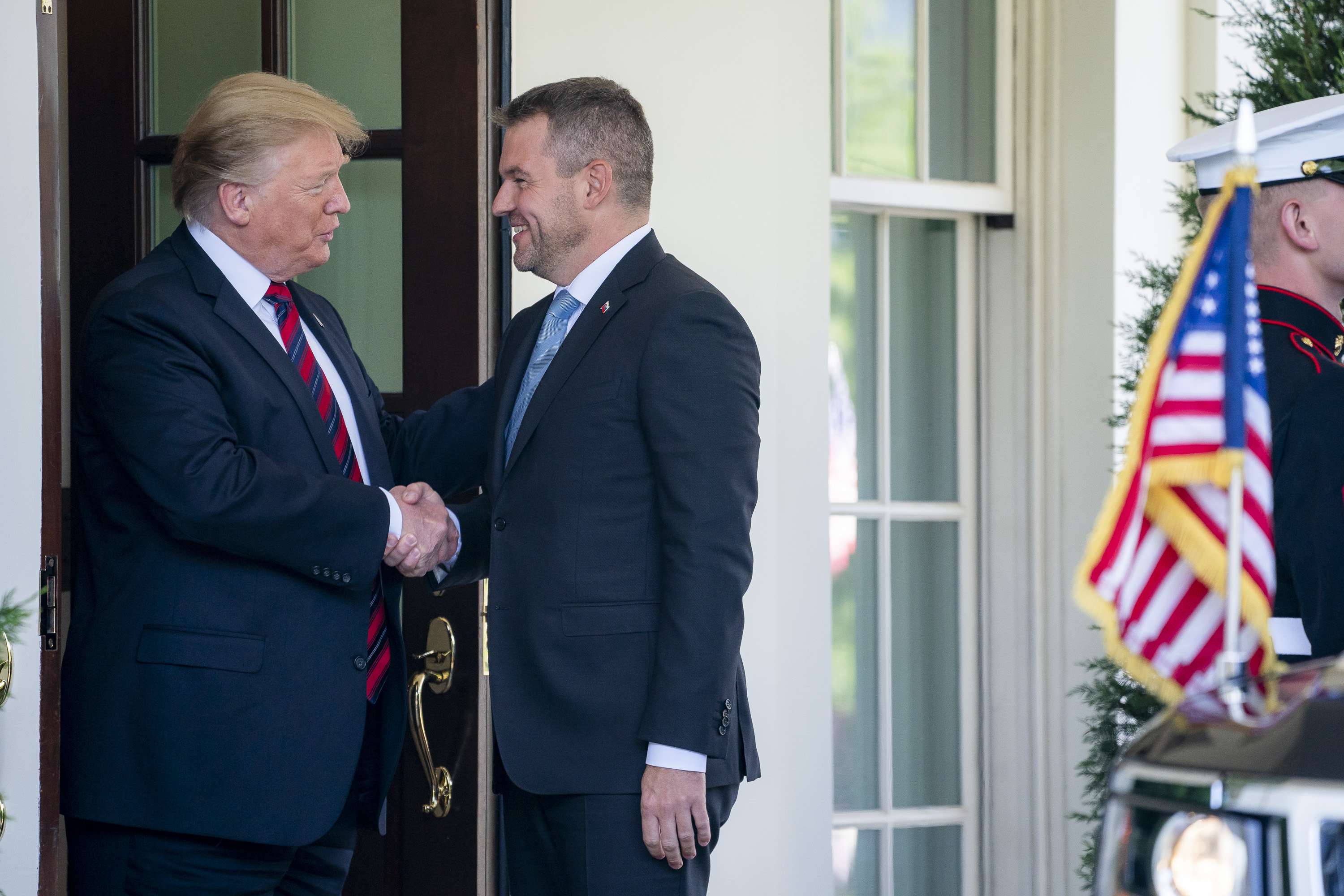
Петр Пеллегріні на зустрічі з президентом США Дональдом Трампом у Білому домі 3 травня 2019 року

Після року перебування на посаді Петер Пеллегріні був прийнятий президентом США Дональдом Трампом 3 травня 2019 року з нагоди 30-ї річниці Оксамитової революції та 15-ї річниці вступу Словаччини до НАТО. Під час зустрічі вони обговорили енергетичну безпеку, "Північний потік-2", нелегальну міграцію та Україну. Трамп високо оцінив кроки Словаччини щодо збільшення оборонного бюджету до двох відсотків в рамках НАТО. Міністр закордонних справ Лайчак оцінив візит як "абсолютно успішний". Колишній міністр МЗС Павол Демеш підкреслив, що цей візит має велике значення і що Петер Пеллегріні став першим словацьким чиновником, якого запросили до Білого дому.
Із закінченням терміну мандату уряду Петера Пеллегріні розпочалася пандемія COVID-19. 16 березня 2020 року уряд запровадив заходи проти поширення COVID-19, ввів надзвичайний стан для державних лікарень Словаччини, закрив усі школи, обмежив пересування громадян, закрив комерційні заклади та запровадив карантин.
Уряд Петера Пеллегріні пішов у відставку після лютневих виборів 20 березня 2020 року. Пеллегріні був лідером списку кандидатів «КУРС-СД». Отримавши 413 555 голосів, найбільше від усіх в партії, що дозволило йому знову стати депутатом парламенту. Після перемоги «OL`ANO» партія перешла в опозицію. У квітні 2020 року Петер Пеллегріні, будучи заступником голови партії КУРС, оголосив, що має намір балотуватися на посаду голови партії, оскільки він є найпопулярнішим політиком у партії і набрав на виборах на 170 000 голосів більше, ніж голова партії. Пеллегріні закликав Роберта Фіцо залишити посаду голови партії "КУРС" і таким чином "уникнути долі Владимира Мечіара або Мікулаша Дзурінди". Петер Пеллегріні оголосив про свій вихід з партії «КУРС-СД» 10 червня 2020 року, оскільки він більше не бачив майбутнього в партії і хотів запобігти боротьбі за владу в партії. Разом з ним також пішли 10 депутатів, двоє з яких були заступниками голови партії.
Петер Пеллегріні зареєстрував партію "Голос-СД" 11 вересня 2020 року. На установчому з'їзді партії, який відбувся 28 листопада, делегати обрали Пеллегріні головою партії.

### Голова Парламенту
Вперше Пеллегріні обіймав посаду з 25 листопада 2014 року, коли замінив Павола Пашку, який подав у відставку, через відкриття справи про закупівлю комп'ютерного томографа за завищеною ціною для П'єштанської лікарні і подальші протести.
Висунувши свою кандидатуру на дострокових парламентських виборах 30 вересня 2023 року від новоствореної партії ГОЛОС-СД. Отримавши 337 976 голосів. Партія «ГОЛОС-СД» разом з партіями «КУРС-СД» та СНП, що перемогли, увійшла до складу правлячої коаліції. 25 жовтня 2023 року Пеллегріні вдруге був обраний Головою Національних зборів. 131 депутат проголосував "за", 11 - "проти".

### Президент Словаччини
19 січня 2024 року Пеллегріні офіційно оголосив про висунення своєї кандидатури на президентських виборах 2024 року. Його президентська кампанія була названа Transparency International найменш прозорою серед усіх кандидатів. Під час кампанії він не показав жодного донатера на своєму прозорому рахунку, а гроші на нього надходили від партії «Голос-СД» після виборів, що є порушенням закону. За даними організації, вона витратила на кампанію понад 700 тисяч євро, що на 200 тисяч більше, ніж дозволяє закон. Політологи оцінили президентську кампанію як беззмістовну, нудну і грубу для людей. Пеллегріні також звинуватили в тому, що він ухилявся від дебатів з Іван Корчоком, які нарешті відбулася 18 березня, за три дні до виборчого мораторію.
У першому турі президентських виборів, що відбувся 23 березня 2024 року, він посів 2-е місце з 37,02%. Загалом він отримав 834 718 голосів. Разом з Іваном Корчком, який отримав 42,51%, він вийшов до другого туру. Він зосередив свою кампанію на війні в Україні, своїми заявами про те, що він буде президентом миру, а також на білбордах.
У другому турі президентських виборів, що відбувся 6 квітня 2024 року, він посів перше місце з 53,12%, що становить 1 409 255 голосів.  Таким чином, Пеллегріні був обраний шостим президентом Словаччини. 7 квітня 2024 року він припинив свої повноваження Голови Національних зборів і депутата Національних зборів і доручив виконання своїх обов'язків Петеру Жизі. 23 квітня він взяв участь у фотосесії для офіційного президентського портрету, зробленого Міхалом Світоком в Агентстві преси Словаччини.
1 червня Пеллегріні, як обраний президент, подав у відставку з посади голови партії «Голос-СД» на її з'їзді. Петер висунув кандидатуру міністра внутрішніх справ Матуша Шутая Естока, який був обраний на цю посаду парламентом, на посаду голови «Голосу-СД». Пеллегріні залишив посаду президента партії лише формально, оскільки, згідно з новим статутом партії, він обіймає посаду голови-засновника. Голова-засновник «Голосу-СД» має право бути присутнім на партійних зборах з правом дорадчого голосу, виступати з питань діяльності партії та коментувати рішення Бюро. Таким чином, він подав у відставку з посади голови, але залишається в структурах «Голосу-СД». Конституція Словаччини не зобов'язує президента бути безпартійним і відмовитися від членства в політичній партії, але це неписана традиція, якої дотримувалися всі попередні президенти.
15 червня 2024 року відбулася інавгурація Петера Пеллегріні в Редуті в Братиславі, де він склав присягу о 12 годині дня під час урочистого засідання Національної ради Словацької Республіки і змінив Зузану Чапутову на президентській посаді. Петр Пеллегріні був першим політиком у Словаччині, який послідовно обіймав усі три найвищі конституційні посади, спочатку ставши головою словацького парламенту, яким він був двічі, потім прем'єр-міністром і, нарешті, президентом.
Одразу після інавгурації Пеллегріні взяв участь у неформальному засіданні Європейської Ради в Брюсселі 17 червня, де представляв прем'єр-міністра Роберта Фіцо, який одужував після замаху на нього. На саміті обговорювались результати виборів і кандидатури на найвищі посади в інституціях ЄС. Він також обговорив портфель для Мароша Шефчовича на посаду єврокомісара в Європейській комісії.
Перший офіційний закордонний візит Пеллегріні на посаді президента Словаччини відбувся 26 червня 2024 року до Чехії. Під час закордонного візиту до Чехії він зустрівся з президентом Чехії Петром Павлом, продовжуючи традицію.

## Особисте життя
Коріння Пеллегріні сягає Італії, його прадід Леопольдо Пеллегріні походив з італійського села Сальтер. Наприкінці 19 століття він приїхав до Словаччини, тоді Австро-Угорщини, для будівництва ділянки залізниці між Левиці та Зволеном, знайшов дружину і оселився в околицях міста Ж'яр-над-Гроном. Приблизно до 2010 року прізвище Пеллегріні мало лише одну літеру «л», яка змінилася, коли РАЦС обміняв свідоцтва про народження для нього та членів його сім'ї, щоб виправити помилку в прізвищі.
У Пеллегріні є собака на ім'я Ґері.
Говорячи про свою віру в 2019 році, він сказав в одному з інтерв'ю:  «Я не практикуючий католик, мене тільки охрестили, але я поважаю звичаї і віруючих».
У лютому 2020 року він дав інтерв'ю журналістам тижневика «Плюс 7 днів», яке також стосувалося його сексуальної орієнтації; на пряме запитання, чи правда, що він гей, він відповів негативно. Однак згодом, за словами Denník N , Пеллегріні намагався не допустити публікації інтерв'ю взагалі. Пізніше інтерв'ю було опубліковане, але питання про сексуальну орієнтацію були вилучені з нього на вимогу видавця. Через це головний редактор тижневика вирішив розпустити редакцію, яку також потім покинув і автор інтерв'ю з Пеллегріні.

## Нагороди та відзнаки
- Орден Андрія Глінки 1 ступеня
- Орден Людовита Штура 1 ступеня
- Хрест Мілана Растіслава Штефаника 1 ступеня
- Хрест Прібіни 1 ступеня